# Congo (Paraíba)
Congo é um município brasileiro do estado da Paraíba, Região Nordeste do Brasil. O Congo está localizado na microregião do Sertão do Cariri (Ocidental) Paraibano. Sua população em 2024 foi estimada em 5.102 habitantes, distribuídos em 333,471 km² de área.

## Geografia
O município está incluído na área geográfica de abrangência do semiárido brasileiro, definida pelo Ministério da Integração Nacional em 2005. Esta delimitação tem como critérios o índice pluviométrico, o índice de aridez e o risco de seca.
É cortado pelos rios, rio Paraíba, Umbuzeiro e Sucuru. O município é um verdadeiro oásis em meio a região árida, pois nele se localiza um dos maiores açudes da Paraíba responsável por abastecer diversas cidades da região. No interior do município existem diversos cursos de água, que alimenta pequenos reservatórios.

### Relevo
O município tem duas grandes elevações no seu território, uma ao sul, que tem uma altitude de 760m e outra ao norte, com 820m. Ambas tem seu passado histórico e recebem os nomes de, Serra da Engabelada (norte), e serra do Jataoba (sul).

### Clima
Dados do Departamento de Ciências Atmosféricas, da Universidade Federal de Campina Grande, mostram que Congo apresenta um clima com média pluviométrica anual de 610,0 mm e temperatura média anual de 23,7 °C.
| Dados climatológicos para Congo               | Dados climatológicos para Congo | Dados climatológicos para Congo | Dados climatológicos para Congo | Dados climatológicos para Congo | Dados climatológicos para Congo | Dados climatológicos para Congo | Dados climatológicos para Congo | Dados climatológicos para Congo | Dados climatológicos para Congo | Dados climatológicos para Congo | Dados climatológicos para Congo | Dados climatológicos para Congo | Dados climatológicos para Congo |
| Mês                                           | Jan                             | Fev                             | Mar                             | Abr                             | Mai                             | Jun                             | Jul                             | Ago                             | Set                             | Out                             | Nov                             | Dez                             | Ano                             |
| --------------------------------------------- | ------------------------------- | ------------------------------- | ------------------------------- | ------------------------------- | ------------------------------- | ------------------------------- | ------------------------------- | ------------------------------- | ------------------------------- | ------------------------------- | ------------------------------- | ------------------------------- | ------------------------------- |
| Temperatura máxima média (°C)                 | 32,3                            | 31,8                            | 31,2                            | 30,4                            | 29,1                            | 28,0                            | 27,6                            | 28,9                            | 30,4                            | 32,1                            | 33,0                            | 33,0                            | 30,7                            |
| Temperatura média (°C)                        | 25,0                            | 24,7                            | 24,4                            | 24,1                            | 23,2                            | 22,1                            | 21,6                            | 21,9                            | 23,0                            | 24,1                            | 24,8                            | 25,1                            | 23,7                            |
| Temperatura mínima média (°C)                 | 20,4                            | 20,3                            | 20,3                            | 20,0                            | 19,4                            | 18,3                            | 17,4                            | 17,4                            | 18,4                            | 19,3                            | 19,9                            | 20,3                            | 19,3                            |
| Precipitação (mm)                             | 31,9                            | 74,1                            | 142,9                           | 125,1                           | 78,6                            | 37,8                            | 19,7                            | 1,4                             | 0,8                             | 1,6                             | 4,5                             | 25,1                            | 610,0                           |
| Fonte: Departamento de Ciências Atmosféricas. |                                 |                                 |                                 |                                 |                                 |                                 |                                 |                                 |                                 |                                 |                                 |                                 |                                 |

## História
A história do município do Congo teve início no século XVIII, quando se tem os registros mais antigos, "Clemente de Amorim e Souza em sua descrição topográfica do alto do rio Parahyba de 1757, registra o sitio do Congo as margens do rio da Serra, que nasce no atual São Sebastião do Umbuzeiro e Santa Maria Madalena." trecho retirado do livro Aspectos Históricos do catolicismo no SUL DO CARIRI PARAIBANO, do Padre João Jorge Rietveld, o mesmo livro menciona que 4 dos 7 possíveis filhos de Manoel Monteiro, homem responsável pela fundação da Cidade de Monteiro, batizou seus filhos na Capela de Senhora Sant´Anna do Congo, no ano de 1780. Em 1830 com criação de gado na fazenda de propriedade do Capitão José Rodrigues Correia e sua esposa Emerenciana Campos de Jesus. No seculo XVIII, o Capitão fez doação em louvor a Santa Ana. Mas devido o terreno não apresentar condições satisfatória para construção da igreja, foi trocado por outro local onde seria erguida, posteriormente, a sede do município.
A denominação 'Congo' se deu devido ao construtor da capela, por um preto velho que se chamava Congo. Os anos se passaram e o nome foi modificado para Santa Ana do Cariri, tornando a ser denominado, até os dias atuais de Congo. A primeira residência do povoado foi construída também pelo homem conhecido como Congo.
Os primeiros prédios da atual cidade foram uma capela, uma casa, construídas em 1836 por um preto velho, conhecido pela alcunha de “Congo” quem, segundo alguns historiadores teria sido escravo e de origem congolesa, daí a origem do topônimo. O pequeno templo e o casebre foram edificados em uma porção de terras doada pelo Capitão José Rodrigues Correia que desde o ano de 1830 havia implantado uma fazenda de gado juntamento com sua esposa D. Emerenciana Campos de Jesus na região do município. Durante alguns tempos o município passou a ser chamado de Santa Ana do Cariri, voltando posteriormente a denominação original. O povoado foi elevado a categoria de distrito pela Lei nº 480, de 17 de novembro de 1871 e a sua atual igreja matriz foi construída em 1947. O desenvolvimento econômico, social e político do município foi impulsionado pelo Coronel Francisco Lourenço da Costa, Sr. Zeferino Alves Feitosa e o Coronel Francisco Travassos, além da família Campos
Em divisão administrativa referente ao ano de 1911, o município de São João do Cariri, o distrito de Santana do Congo. Assim permanecendo em divisões territoriais datadas de 31-XII-1936 e 31-XII-1937. Pelo decreto-lei estadual nº 1164, de 15 de novembro de 1938, o distrito de Santana do Congo, passou a denominar-se simplesmente Congo. No quadro fixado para vigorar no período de 1944-1948, o distrito já denominado Congo, figura no município de São João do Cariri. Assim permanecendo em divisão territorial datada de 1-VII-1955. Elevado à categoria de município com a denominação de Congo, pela lei estadual nº 2064, de 24 de abril de 1959, desmembrado de São João do Cariri. Sede no antigo distrito de Congo. Constituído do distrito sede. Instalado em 15 de maio de 1959. Em divisão territorial datada de 1-VII-1960, o município é constituído do distrito sede. Assim permanecendo em divisão territorial datada de 2007.

## Município
A cidade conta com 2 distritos, mais de 60 sítios, 2 grandes aglomerados e a sede do município. Os 2 distritos são, Pindurão e Carmo. Os aglomerados: Tapera e o Riacho do Algodão. E a sede, que se localiza quase que no centro do município.

### Economia
Dentre os 17 municípios da micro região, o Congo tem o segundo maior PIB per capita; com R$ 9.172,71 (IBGE/2014).

### Infraestrutura
Existe um programa no município para o abastecimento de água, seja na sede ou no município. Esse programa se chama "água para todos", onde coloca a necessidade básica como fielmente uma prioridade. Mas há um grande problema, a cidade só conta com apenas 47% de esgotamento sanitário adequado.

## Divisões Administrativas
Localidades:
Congo (sede)
Pindurão (distrito)
Carmo (distrito)

### Bairros
Centro
Prado
Juazeiro I
Juazeiro II
Santa Ana (lot.)
Altiplano (lot.)
Ventura I
Ventura II

## Infraestrutura

### Rodovias
O município é cortado por 3 rodovias estaduais, PB-214 (Sumé-Congo-divisa PB/PE), PB-196 (Monteiro-Camalaú-Congo), PB-200 (Congo-Coxixola-Serra Branca).
As 3 rodovias se interligam na sede do município, conectando a cidade as outras 3 mais importantes da mesorregião da Borborema, e fazendo da cidade a porta de entrada e saída do sul do estado, ligando a Paraíba ao Pernambuco. Das 3 rodovias citadas, apenas 2 estão com pavimentação asfáltica, PB-214 e PB-196.

### Meios de Comunicação
São ao todo 3 emissoras de Tv que cobrem a área do município 
| Emissora                  | Cidade-sede    |
| ------------------------- | -------------- |
| Canal 21 UHF - Tv Paraíba | Campina Grande |
| Canal 17 UHF - Tv Correio | João Pessoa    |
| Canal 31 UHF - Tv Tambaú  | João Pessoa    |

| Emissora                        | Cidade-sede  |
| ------------------------------- | ------------ |
| Radio Comunitaria Congo FM 87,9 | Congo        |
| Serra Branca FM 103,3           | Serra Branca |
| Radio Cidade - Sumé 95 FM       | Sumé         |

### Operadoras

#### Operadoras de Telefonia Fixa
- Oi
- Vivo

#### Operadoras de Telefonia Móvel
- Vivo (3G)
- Tim (2G, 3G, 4G)
- Oi (2G) em algumas partes do território municipal

### Bancos
- Banco postal do Bradesco
- Lotéricas Caixa

## Turismo

### Serra da Engabelada
Serra da Engabelada, situada a nordeste, é um dos pontos turísticos do município mais importantes, que atraí o olhar de todos, onde recentemente recebeu do Governo do Estado da Paraíba uma atenção especial, a inclusão da Serra em um evento anual de apresentação cultural e musical, chamada de Som nas Pedras, um evento seletivo.
A serra possuí uma área de 25.600 km2 tem uma peculiaridade rara, a existência de Mata Atlântica em sua cobertura, uma união entre dois biomas, em uma altitude de quase 900m acima do nível do mar, são mais de 9 nascentes em sua área que desembocam no rio Paraíba e no rio Sucuru, dessa forma a serra se torna um verdadeiro oásis durante o período de seca tornando-se abrigo de todas as espécies da região, um dos símbolos da Serra é a majestosa Águia Chilena, há uma facilidade de ser encontrado por lá outros animais como a Onça de Bode e a Ema. Animais que são indicadores da fauna, pois a presença deles e sinal de preservação.

#### Eventos
- EcoCamp
- Som nas pedras

#### Locais de concentração
- Cruzeiro
- Lajedo da Barriguda
- Pedra que canta
- Pedra do pato
- Pedra do papagaio de bico no chão
- Pedra do letreiro
- Cemitério indígena
- Barriguda Centenária

## Hino
O hino da cidade de Congo tem letra e melodia de Wilton Alexandre de Melo.